# Hypoptopoma gulare
Hypoptopoma gulare är en fiskart som beskrevs av Cope, 1878. Hypoptopoma gulare ingår i släktet Hypoptopoma och familjen Loricariidae. Inga underarter finns listade i Catalogue of Life.